# El Bulto

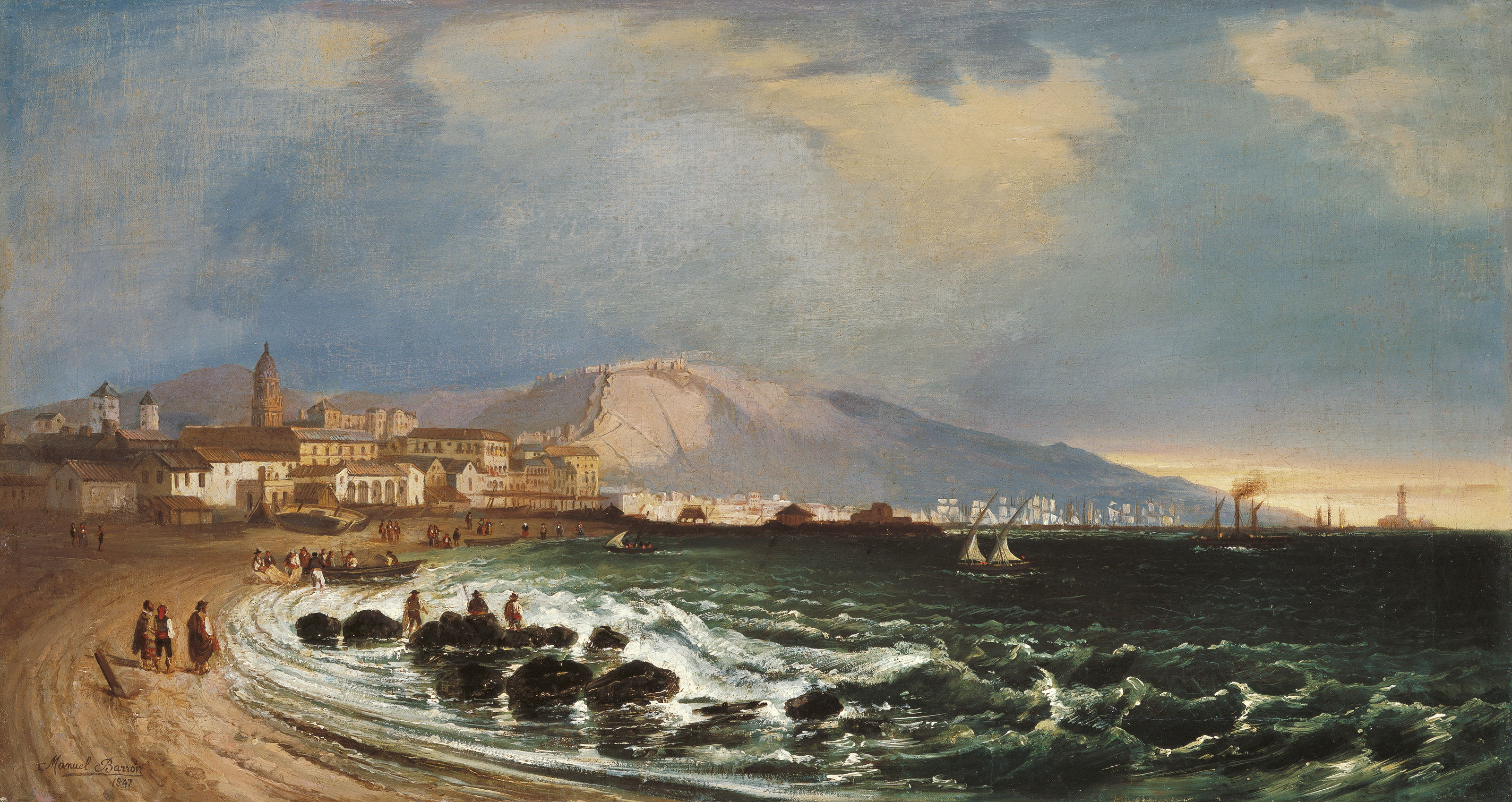
El Bulto y la playa de San Andrés en 1847.

El Bulto es un barrio que pertenece al distrito Centro de la ciudad de Málaga, en la comunidad autónoma de Andalucía, al sur de España. Según la delimitación oficial del Ayuntamiento de Málaga, limita al nordeste con el barrio de Plaza de Toros Vieja; al sureste con el puerto; al suroeste con Parque Ayala; y al noroeste con los barrios de Parque Ayala y Explanada de la Estación.
Situado junto a la playa de San Andrés, El Bulto se conformó tras el desarrollo industrial de Málaga en el siglo XIX, con la expansión urbana hacia la margen suroccidental del río Guadalmedina.
Con el transcurso de las décadas, el antiguo barrio de pescadores y corralones de obreros fue paulatinamente deteriorándose y degenerando, hasta convertirse en sinónimo de marginación y delincuencia, por lo que desde la década de 2000 fue derribado y reurbanizado.
En El Bulto se produjo el fusilamiento del general liberal español José María de Torrijos y Uriarte y sus hombres, y en su honor existe una cruz que rememora el funesto acontecimiento.

## Transporte
En autobús queda conectado mediante las siguientes líneas de la EMT: 
| Línea | Trayecto                                        | Recorrido | Frecuencia    |
| ----- | ----------------------------------------------- | --------- | ------------- |
| 20    | Alegría de la Huerta - Los Prados               | Recorrido | 15 minutos    |
| 27    | Avenida M. A. Heredia - Polígono I. Guadalhorce | Recorrido | 70-80 minutos |
| 40    | Paseo de la Farola - Sacaba Beach               |           |               |